# Milow (Sänger)/Diskografie
Diese Diskografie ist eine Übersicht über die musikalischen Werke des belgischen Singer-Songwriters Milow. Den Schallplattenauszeichnungen zufolge hat er bisher mehr als 1,5 Millionen Tonträger verkauft. Seine erfolgreichste Veröffentlichung ist die Single Ayo Technology mit über 450.000 verkauften Einheiten.

## Alben

### Studioalben
| Jahr | Titel Musiklabel                           | Höchstplatzierung, Gesamtwochen, AuszeichnungChartplatzierungen (Jahr, Titel, Musiklabel, Platzierungen, Wochen, Auszeichnungen, Anmerkungen) | Höchstplatzierung, Gesamtwochen, AuszeichnungChartplatzierungen (Jahr, Titel, Musiklabel, Platzierungen, Wochen, Auszeichnungen, Anmerkungen) | Höchstplatzierung, Gesamtwochen, AuszeichnungChartplatzierungen (Jahr, Titel, Musiklabel, Platzierungen, Wochen, Auszeichnungen, Anmerkungen) | Höchstplatzierung, Gesamtwochen, AuszeichnungChartplatzierungen (Jahr, Titel, Musiklabel, Platzierungen, Wochen, Auszeichnungen, Anmerkungen) | Höchstplatzierung, Gesamtwochen, AuszeichnungChartplatzierungen (Jahr, Titel, Musiklabel, Platzierungen, Wochen, Auszeichnungen, Anmerkungen) | Anmerkungen                                              |
| Jahr | Titel Musiklabel                           | DE | AT | CH | BEF | BEW | Anmerkungen                                              |
| ---- | ------------------------------------------ | --- | --- | --- | --- | --- | -------------------------------------------------------- |
| 2006 | The Bigger Picture HomeRun Music (Munich)  | — | — | — | BEF10 Gold · (110 Wo.)BEF | — | Erstveröffentlichung: 20. Januar 2006 Verkäufe: + 10.000 |
| 2008 | Coming of Age HomeRun Music (Munich)       | — | — | — | BEF1 Gold · (65 Wo.)BEF | BEW46 (11 Wo.)BEW | Erstveröffentlichung: 1. Februar 2008 Verkäufe: + 10.000 |
| 2011 | North and South B1 (UMG)                   | DE4 Gold · (31 Wo.)DE | AT12 Gold · (25 Wo.)AT | CH5 (25 Wo.)CH | BEF5 Platin · (93 Wo.)BEF | BEW12 (40 Wo.)BEW | Erstveröffentlichung: 1. April 2011 Verkäufe: + 130.000  |
| 2014 | Silver Linings Island Records (UMG)        | DE7 (8 Wo.)DE | AT22 (3 Wo.)AT | CH12 (7 Wo.)CH | BEF1 (47 Wo.)BEF | BEW14 (17 Wo.)BEW | Erstveröffentlichung: 28. März 2014                      |
| 2016 | Modern Heart Island Records (UMG)          | DE9 (4 Wo.)DE | AT37 (2 Wo.)AT | CH31 (2 Wo.)CH | BEF2 (42 Wo.)BEF | BEW29 (11 Wo.)BEW | Erstveröffentlichung: 13. Mai 2016                       |
| 2019 | Lean into Me Island Records (UMG)          | DE11 (4 Wo.)DE | AT24 (1 Wo.)AT | CH15 (3 Wo.)CH | BEF5 (11 Wo.)BEF | BEW105 (1 Wo.)BEW | Erstveröffentlichung: 31. Mai 2019                       |
| 2022 | Nice to Meet You HomeRun Music (Sony)      | DE31 (1 Wo.)DE | — | CH38 (1 Wo.)CH | BEF7 (9 Wo.)BEF | — | Erstveröffentlichung: 20. Mai 2022                       |
| 2025 | Boy Made Out of Stars HomeRun Music (Sony) | DE75 (1 Wo.)DE | — | CH42 (1 Wo.)CH | BEF5 (… Wo.)BEF | — | Erstveröffentlichung: 21. Februar 2025                   |

### Livealben
| Jahr | Titel Musiklabel                                       | Höchstplatzierung, Gesamtwochen, AuszeichnungChartplatzierungen (Jahr, Titel, Musiklabel, Platzierungen, Wochen, Auszeichnungen, Anmerkungen) | Höchstplatzierung, Gesamtwochen, AuszeichnungChartplatzierungen (Jahr, Titel, Musiklabel, Platzierungen, Wochen, Auszeichnungen, Anmerkungen) | Höchstplatzierung, Gesamtwochen, AuszeichnungChartplatzierungen (Jahr, Titel, Musiklabel, Platzierungen, Wochen, Auszeichnungen, Anmerkungen) | Höchstplatzierung, Gesamtwochen, AuszeichnungChartplatzierungen (Jahr, Titel, Musiklabel, Platzierungen, Wochen, Auszeichnungen, Anmerkungen) | Höchstplatzierung, Gesamtwochen, AuszeichnungChartplatzierungen (Jahr, Titel, Musiklabel, Platzierungen, Wochen, Auszeichnungen, Anmerkungen) | Anmerkungen                                                                           |
| Jahr | Titel Musiklabel                                       | DE | AT | CH | BEF | BEW | Anmerkungen                                                                           |
| ---- | ------------------------------------------------------ | --- | --- | --- | --- | --- | ------------------------------------------------------------------------------------- |
| 2009 | Live – Maybe Next Year B1 (UMG)                        | DE*DE | AT66 (2 Wo.)AT | CH87 (1 Wo.)CH | BEF7 (20 Wo.)BEF | BEW61 (4 Wo.)BEW | Erstveröffentlichung: 2. Oktober 2009 * Verkäufe werden Milow hinzuaddiert            |
| 2012 | From North to South – Live B1 (UMG)                    | DE*DE | — | — | BEF9 (21 Wo.)BEF | BEW105 (7 Wo.)BEW | Erstveröffentlichung: 19. Oktober 2012 * Verkäufe werden North and South hinzuaddiert |
| 2020 | Dream so Big Eyes Are Wide (Live) HomeRun Music (Sony) | — | — | — | BEF28 (2 Wo.)BEF | — | Erstveröffentlichung: 16. April 2020                                                  |

### Kompilationen
| Jahr | Titel Musiklabel | Höchstplatzierung, Gesamtwochen, AuszeichnungChartplatzierungen (Jahr, Titel, Musiklabel, Platzierungen, Wochen, Auszeichnungen, Anmerkungen) | Höchstplatzierung, Gesamtwochen, AuszeichnungChartplatzierungen (Jahr, Titel, Musiklabel, Platzierungen, Wochen, Auszeichnungen, Anmerkungen) | Höchstplatzierung, Gesamtwochen, AuszeichnungChartplatzierungen (Jahr, Titel, Musiklabel, Platzierungen, Wochen, Auszeichnungen, Anmerkungen) | Höchstplatzierung, Gesamtwochen, AuszeichnungChartplatzierungen (Jahr, Titel, Musiklabel, Platzierungen, Wochen, Auszeichnungen, Anmerkungen) | Höchstplatzierung, Gesamtwochen, AuszeichnungChartplatzierungen (Jahr, Titel, Musiklabel, Platzierungen, Wochen, Auszeichnungen, Anmerkungen) | Anmerkungen                                             |
| Jahr | Titel Musiklabel | DE | AT | CH | BEF | BEW | Anmerkungen                                             |
| ---- | ---------------- | --- | --- | --- | --- | --- | ------------------------------------------------------- |
| 2009 | Milow B1 (UMG)   | DE3 Gold · (67 Wo.)DE | AT10 Gold · (23 Wo.)AT | CH4 Platin · (58 Wo.)CH | BEF26 (24 Wo.)BEF | BEW59 (6 Wo.)BEW | Erstveröffentlichung: 27. März 2009 Verkäufe: + 140.000 |

### EPs
| Jahr | Titel Musiklabel                              | Anmerkungen                         |
| ---- | --------------------------------------------- | ----------------------------------- |
| 2009 | Live Session – Presented by Facebook B1 (UMG) | Erstveröffentlichung: 2009          |
| 2012 | Born in the Eighties B1 (UMG)                 | Erstveröffentlichung: 10. Juli 2012 |
| 2023 | Great to Know You HomeRun Music (Sony)        | Erstveröffentlichung: 31. März 2023 |

## Singles

### Als Leadmusiker
| Jahr | Titel Album                                                                               | Höchstplatzierung, Gesamtwochen, AuszeichnungChartplatzierungen (Jahr, Titel, Album, Platzierungen, Wochen, Auszeichnungen, Anmerkungen) | Höchstplatzierung, Gesamtwochen, AuszeichnungChartplatzierungen (Jahr, Titel, Album, Platzierungen, Wochen, Auszeichnungen, Anmerkungen) | Höchstplatzierung, Gesamtwochen, AuszeichnungChartplatzierungen (Jahr, Titel, Album, Platzierungen, Wochen, Auszeichnungen, Anmerkungen) | Höchstplatzierung, Gesamtwochen, AuszeichnungChartplatzierungen (Jahr, Titel, Album, Platzierungen, Wochen, Auszeichnungen, Anmerkungen) | Höchstplatzierung, Gesamtwochen, AuszeichnungChartplatzierungen (Jahr, Titel, Album, Platzierungen, Wochen, Auszeichnungen, Anmerkungen) | Anmerkungen                                                                                            |
| Jahr | Titel Album                                                                               | DE | AT | CH | BEF | BEW | Anmerkungen                                                                                            |
| ---- | ----------------------------------------------------------------------------------------- | --- | --- | --- | --- | --- | --- |
| 2005 | One of It The Bigger Picture                                                              | — | — | — | — | — | Erstveröffentlichung: 2005 Neuauflage: 2. Oktober 2009                                                 |
| 2005 | More Familiar –                                                                           | — | — | — | — | — | Erstveröffentlichung: 2005                                                                             |
| 2006 | You Don’t Know The Bigger Picture                                                         | DE15 Gold · (35 Wo.)DE | AT21 (27 Wo.)AT | CH8 (38 Wo.)CH | BEF3 Platin · (42 Wo.)BEF | — | Erstveröffentlichung: 2006 Verkäufe: + 170.000                                                         |
| 2007 | Dreamers and Renegades Coming of Age                                                      | — | — | — | BEF24 (5 Wo.)BEF | — | Erstveröffentlichung: 2007                                                                             |
| 2008 | Out of My Hands Coming of Age                                                             | — | — | — | — | — | Erstveröffentlichung: 2008                                                                             |
| 2008 | The Ride Coming of Age                                                                    | — | — | — | BEF41 (5 Wo.)BEF | — | Erstveröffentlichung: 1. April 2008                                                                    |
| 2008 | Ayo Technology Milow                                                                      | DE2 Platin · (38 Wo.)DE | AT2 Platin · (31 Wo.)AT | CH1 (45 Wo.)CH | BEF1 Platin · (28 Wo.)BEF | BEW5 (33 Wo.)BEW | Erstveröffentlichung: 1. September 2008 Verkäufe: + 450.000; Original: 50 Cent feat. Justin Timberlake |
| 2009 | Out of My Hands Milow (Re-Release)                                                        | DE19 (9 Wo.)DE | AT44 (7 Wo.)AT | CH21 (5 Wo.)CH | — | — | Erstveröffentlichung: 9. März 2009 mit Marit Larsen                                                    |
| 2009 | Darkness Ahead and Behind (Live) Live – Maybe Next Year                                   | — | — | — | — | — | Erstveröffentlichung: 14. September 2009                                                               |
| 2010 | Never Gonna Stop North and South                                                          | — | — | — | BEF2 (7 Wo.)BEF | — | Erstveröffentlichung: 10. Dezember 2010                                                                |
| 2011 | You and Me (In My Pocket) North and South                                                 | DE3 Gold · (24 Wo.)DE | AT6 Gold · (21 Wo.)AT | CH10 (16 Wo.)CH | BEF6 Gold · (18 Wo.)BEF | BEW20 (13 Wo.)BEW | Erstveröffentlichung: 18. März 2011 Verkäufe: + 180.000                                                |
| 2011 | Little in the Middle North and South                                                      | DE28 (18 Wo.)DE | AT11 (14 Wo.)AT | CH51 (10 Wo.)CH | BEF24 (11 Wo.)BEF | — | Erstveröffentlichung: 30. Mai 2011                                                                     |
| 2011 | She Might She Might North and South                                                       | — | — | — | BEF43 (2 Wo.)BEF | — | Erstveröffentlichung: 3. Oktober 2011                                                                  |
| 2012 | Building Bridges North and South                                                          | — | — | — | — | — | Erstveröffentlichung: 13. Februar 2012                                                                 |
| 2012 | Where My Head Used to Be From North to South – Live                                       | — | — | — | — | — | Erstveröffentlichung: 14. September 2012                                                               |
| 2014 | We Must Be Crazy Silver Linings                                                           | DE34 (7 Wo.)DE | AT23 (8 Wo.)AT | CH69 (2 Wo.)CH | — | — | Erstveröffentlichung: 27. Januar 2014                                                                  |
| 2014 | Against the Tide Silver Linings                                                           | — | AT74 (1 Wo.)AT | — | — | — | Erstveröffentlichung: 12. Mai 2014                                                                     |
| 2014 | Tomorrow the Sun May Go –                                                                 | — | — | — | — | — | Erstveröffentlichung: 15. September 2014                                                               |
| 2014 | Echoes in the Dark Silver Linings                                                         | — | — | — | — | — | Erstveröffentlichung: 10. November 2014                                                                |
| 2015 | Wind Me Up Silver Linings                                                                 | — | — | — | — | — | Erstveröffentlichung: 9. März 2015                                                                     |
| 2016 | Howling at the Moon (Englische Version) / Sur la lune (Französische Version) Modern Heart | DE18 Gold · (21 Wo.)DE | AT15 (19 Wo.)AT | CH71 (4 Wo.)CH | BEF3 Gold · (23 Wo.)BEF | BEW15 (19 Wo.)BEW | Erstveröffentlichung: 4. April 2016 Verkäufe: + 235.000                                                |
| 2016 | No No No Modern Heart                                                                     | — | — | — | BEF24 (9 Wo.)BEF | — | Erstveröffentlichung: 12. September 2016                                                               |
| 2017 | Lonely One Modern Heart                                                                   | — | — | — | — | — | Erstveröffentlichung: 9. Januar 2017                                                                   |
| 2017 | Summer Days Lean into Me (Deluxe Version)                                                 | — | — | — | BEF20 (8 Wo.)BEF | — | Erstveröffentlichung: 9. Juni 2017 mit Sebastián Yatra                                                 |
| 2017 | Don’t Turn Around –                                                                       | — | — | — | — | — | Erstveröffentlichung: 20. Oktober 2017 Original: Tina Turner                                           |
| 2018 | Lay Your Worry Down Lean into Me                                                          | — | — | — | BEF28 (10 Wo.)BEF | — | Erstveröffentlichung: 26. Oktober 2018 feat. Matt Simons                                               |
| 2019 | Sleeping Bag (Live) Lean into Me                                                          | — | — | — | BEF47 (1 Wo.)BEF | — | Erstveröffentlichung: 29. März 2019 feat. Ilse DeLange Original: Bart Kaëll – Zeil je voor het eerst   |
| 2019 | Help Lean into Me                                                                         | — | — | — | BEF49 (2 Wo.)BEF | — | Erstveröffentlichung: 19. April 2019                                                                   |
| 2019 | Mia (Live) Liefde voor muziek 2019                                                        | — | — | — | — | — | Erstveröffentlichung: 22. April 2019 Original: Gorky                                                   |
| 2019 | Laura’s Song Lean into Me                                                                 | — | — | — | — | — | Erstveröffentlichung: 24. Mai 2019                                                                     |
| 2019 | Nobody Needs You Like I Do Dream so Big Eyes Are Wide                                     | — | — | — | BEF23 (13 Wo.)BEF | — | Erstveröffentlichung: 15. November 2019                                                                |
| 2020 | Whatever It Takes Nice to Meet You                                                        | — | — | — | BEF18 (18 Wo.)BEF | — | Erstveröffentlichung: 14. Mai 2020                                                                     |
| 2020 | First Day of My Life –                                                                    | — | — | — | BEF28 (11 Wo.)BEF | — | Erstveröffentlichung: 30. Oktober 2020                                                                 |
| 2021 | ASAP Nice to Meet You                                                                     | — | — | — | BEF23 (20 Wo.)BEF | — | Erstveröffentlichung: 26. März 2021                                                                    |
| 2021 | DeLorean Nice to Meet You                                                                 | — | — | — | BEF34 (5 Wo.)BEF | — | Erstveröffentlichung: 1. Oktober 2021                                                                  |
| 2021 | Christmas Is Finally Here –                                                               | DE— aDE | — | — | BEF20 (1 Wo.)BEF | — | Erstveröffentlichung: 12. November 2021                                                                |
| 2022 | How Love Works Nice to Meet You                                                           | — | — | — | BEF30 (8 Wo.)BEF | — | Erstveröffentlichung: 18. April 2022                                                                   |
| 2022 | Until the Sun Comes Up –                                                                  | — | — | — | BEF28 (6 Wo.)BEF | — | Erstveröffentlichung: 16. September 2022 feat. Skip Marley                                             |
| 2024 | Tell Me Twice Boy Made Out of Stars                                                       | — | — | — | — | — | Erstveröffentlichung: 24. Mai 2024                                                                     |
| 2024 | I’ve Been Expecting You Boy Made Out of Stars                                             | — | — | — | — | — | Erstveröffentlichung: 8. August 2024                                                                   |
| 2024 | One by One Boy Made Out of Stars                                                          | — | — | — | — | — | Erstveröffentlichung: 22. November 2024                                                                |
| 2025 | Castaways Boy Made Out of Stars                                                           | — | — | — | — | — | Erstveröffentlichung: 10. Januar 2025 feat. Florence Arman                                             |
| 2025 | House on Fire –                                                                           | — | — | — | BEF41 (… Wo.)BEF | — | Erstveröffentlichung: 23. Mai 2025 mit Linda Elys                                                      |

### Als Gastmusiker
| Jahr | Titel Album                                      | Höchstplatzierung, Gesamtwochen, AuszeichnungChartplatzierungen (Jahr, Titel, Album, Platzierungen, Wochen, Auszeichnungen, Anmerkungen) | Höchstplatzierung, Gesamtwochen, AuszeichnungChartplatzierungen (Jahr, Titel, Album, Platzierungen, Wochen, Auszeichnungen, Anmerkungen) | Höchstplatzierung, Gesamtwochen, AuszeichnungChartplatzierungen (Jahr, Titel, Album, Platzierungen, Wochen, Auszeichnungen, Anmerkungen) | Höchstplatzierung, Gesamtwochen, AuszeichnungChartplatzierungen (Jahr, Titel, Album, Platzierungen, Wochen, Auszeichnungen, Anmerkungen) | Höchstplatzierung, Gesamtwochen, AuszeichnungChartplatzierungen (Jahr, Titel, Album, Platzierungen, Wochen, Auszeichnungen, Anmerkungen) | Anmerkungen                                                                       |
| Jahr | Titel Album                                      | DE | AT | CH | BEF | BEW | Anmerkungen                                                                       |
| ---- | ------------------------------------------------ | --- | --- | --- | --- | --- | --------------------------------------------------------------------------------- |
| 2010 | Hard Luck Stories Radio Rain & Hard Luck Stories | — | — | — | — | — | Erstveröffentlichung: 15. März 2010 Nona Mez feat. Milow                          |
| 2015 | Fortune Cookie –                                 | — | — | — | BEF1 Gold · (21 Wo.)BEF | BEW20 (16 Wo.)BEW | Erstveröffentlichung: 20. November 2015 Verkäufe: + 15.000; Emma Bale feat. Milow |
| 2017 | Just Smile –                                     | — | — | — | — | — | Erstveröffentlichung: 10. Februar 2017 Gamper & Dadoni feat. Milow                |
| 2020 | Best of Us –                                     | DE78 Gold · (8 Wo.)DE | — | — | — | — | Erstveröffentlichung: 25. Juni 2020 Verkäufe: + 200.000; als Teil von Wier        |

## Musikvideos
| Jahr | Titel                             | Regie                          |
| ---- | --------------------------------- | ------------------------------ |
| 2005 | One of It                         |                                |
| 2006 | You Don’t Know                    |                                |
| 2008 | Ayo Technology                    | Isaac E. Gozin                 |
| 2008 | Out of My Hands (Soloversion)     |                                |
| 2009 | Out of My Hands (Duettversion)    | Isaac E. Gozin                 |
| 2010 | Never Gonna Stop                  | Isaac E. Gozin                 |
| 2010 | You and Me (In My Pocket)         |                                |
| 2011 | Little in the Middle              | Isaac E. Gozin                 |
| 2011 | She Might She Might               |                                |
| 2014 | We Must Be Crazy                  | Norman Bates                   |
| 2014 | Blue Skies                        |                                |
| 2014 | Against the Tide                  | Henri & Fidel                  |
| 2014 | Learning How to Disappear         | Arnout Bracke                  |
| 2014 | Tomorrow the Sun May Go           |                                |
| 2014 | Echoes in the Dark                | Isaac E. Gozin                 |
| 2016 | Feels Like Home                   | Deni Kukura                    |
| 2016 | Fortune Cookie                    | Nina Aaldering                 |
| 2016 | Howling at the Moon / Sur la lune | David Greenwood                |
| 2016 | The Fast Lane                     | Josh Knoff                     |
| 2016 | No No No                          | Jon Jon Augustavo              |
| 2016 | Waiting Around for Love           |                                |
| 2017 | Lonely One                        | Adil El Arbi, Bilall Fallah    |
| 2017 | Love Like That Is Easy            |                                |
| 2017 | Summer Days                       | Adam Leeman                    |
| 2017 | Way Up High                       |                                |
| 2019 | Help                              | Adam Leeman                    |
| 2019 | Nobody Needs You Like I Do        | Katrien Vanderlinden           |
| 2020 | Whatever It Takes                 | Marvin Ströter                 |
| 2020 | Best of Us                        |                                |
| 2021 | What If                           | Andreas Z. Simon               |
| 2021 | ASAP                              | Marvin Ströter                 |
| 2021 | DeLorean                          | Marvin Ströter                 |
| 2021 | Christmas Is Finally Here         | Erik Bulckens, Lieven Bulckens |
| 2022 | How Love Works                    | Cecilia Verheyden              |
| 2022 | Until the Sun Comes               | Rik Zang                       |
| 2024 | Tell Me Twice                     | Rachel McDonald                |
| 2024 | I’ve Been Expecting You           | Lieven Bulckens, Rik Zang      |
| 2024 | One by One                        | Lieven Bulckens                |
| 2025 | Castaways                         | Lieven Bulckens                |

## Autorenbeteiligungen
Milow schreibt die meisten seiner Lieder selbst. Die folgende Tabelle beinhaltet Single-Charterfolge mit Liedern, die von Milow geschrieben, aber nicht interpretiert wurden.

| Jahr | Titel Interpretation    | Höchstplatzierung, Gesamtwochen, AuszeichnungChartplatzierungen (Jahr, Titel, Interpretation, Platzierungen, Wochen, Auszeichnungen, Anmerkungen) | Höchstplatzierung, Gesamtwochen, AuszeichnungChartplatzierungen (Jahr, Titel, Interpretation, Platzierungen, Wochen, Auszeichnungen, Anmerkungen) | Höchstplatzierung, Gesamtwochen, AuszeichnungChartplatzierungen (Jahr, Titel, Interpretation, Platzierungen, Wochen, Auszeichnungen, Anmerkungen) | Höchstplatzierung, Gesamtwochen, AuszeichnungChartplatzierungen (Jahr, Titel, Interpretation, Platzierungen, Wochen, Auszeichnungen, Anmerkungen) | Höchstplatzierung, Gesamtwochen, AuszeichnungChartplatzierungen (Jahr, Titel, Interpretation, Platzierungen, Wochen, Auszeichnungen, Anmerkungen) | Anmerkungen                           |
| Jahr | Titel Interpretation    | DE | AT | CH | BEF | BEW | Anmerkungen                           |
| ---- | ----------------------- | --- | --- | --- | --- | --- | ------------------------------------- |
| 2017 | Twenty One Milo Meskens | — | — | — | BEF18 (20 Wo.)BEF | — | Erstveröffentlichung: 2. Oktober 2017 |

## Promoveröffentlichungen
| Jahr | Titel Album                                                    | Anmerkungen                                                                |
| ---- | -------------------------------------------------------------- | -------------------------------------------------------------------------- |
| 2006 | Excuse to Try The Bigger Picture                               | Erstveröffentlichung: 10. April 2006                                       |
| 2012 | California Rain North and South                                | Erstveröffentlichung: 4. Juni 2012                                         |
| 2014 | Blue Skies Silver Linings                                      | Erstveröffentlichung: 11. April 2014 Original: Belle Baker                 |
| 2014 | Learning How to Disappear Silver Linings                       | Erstveröffentlichung: 23. Mai 2014                                         |
| 2014 | I Won’t Back Down –                                            | Erstveröffentlichung: 11. Juli 2014                                        |
| 2016 | Feels Like Home Been a While EP                                | Erstveröffentlichung: 23. Februar 2016 Sam Feldt & Dante Klein feat. Milow |
| 2016 | The Fast Lane Modern Heart                                     | Erstveröffentlichung: 26. August 2016                                      |
| 2016 | Waiting Around for Love Modern Heart                           | Erstveröffentlichung: 25. November 2016                                    |
| 2017 | Love Like That Is Easy Modern Heart                            | Erstveröffentlichung: 14. Februar 2017                                     |
| 2017 | Way Up High Modern Heart                                       | Erstveröffentlichung: 31. Dezember 2017                                    |
| 2019 | Springsteen Story Sing meinen Song – Das Tauschkonzert Vol. 6  | Erstveröffentlichung: 8. Mai 2019 Original: Wincent Weiss – Musik sein     |
| 2019 | Weiße Tauben Sing meinen Song – Das Tauschkonzert Vol. 6       | Erstveröffentlichung: 15. Mai 2019 Original: Johannes Oerding              |
| 2019 | As Good As It Gets Sing meinen Song – Das Tauschkonzert Vol. 6 | Erstveröffentlichung: 22. Mai 2019 Original: Ewig – Ein Geschenk           |

## Sonderveröffentlichungen

### Alben
| Jahr | Titel Musiklabel                                         | Anmerkungen                                                               |
| ---- | -------------------------------------------------------- | ------------------------------------------------------------------------- |
| 2019 | Liefde voor muziek 2019 Island Records (UMG)             | Erstveröffentlichung: 31. Mai 2019 Teil von Lean into Me (Deluxe Edition) |
| 2020 | Beste Zangers Seizoen 2020 – Milow Cornelis Music (Sony) | Erstveröffentlichung: 29. Oktober 2020 Mini-TV-Kompilation                |

### Lieder
| Jahr | Titel Album                                      | Anmerkungen                                                            |
| ---- | ------------------------------------------------ | ---------------------------------------------------------------------- |
| 2008 | The Carnival                                     | Erstveröffentlichung: 3. Oktober 2008 Kid Fear feat. Milow             |
| 2010 | Hard Luck Stories Radio Rain & Hard Luck Stories | Erstveröffentlichung: 15. März 2010 Nona Mez feat. Milow               |
| 2016 | Feels Like Home Been a While EP                  | Erstveröffentlichung: 4. März 2016 Sam Feldt & Dante Klein feat. Milow |
| 2018 | Lighters Up Sombre                               | Erstveröffentlichung: 12. Oktober 2018 La Fouine feat. Milow           |
| 2019 | Freier Fall Filter                               | Erstveröffentlichung: 18. Oktober 2019 Tim Bendzko feat. Milow         |

| Jahr | Titel Album                                                                     | Anmerkungen                                                                                  |
| ---- | ------------------------------------------------------------------------------- | -------------------------------------------------------------------------------------------- |
| 2013 | Annie’s Song The Music Is You – A Tribute to John Denver                        | Erstveröffentlichung: 29. März 2013 mit Brett Dennen; Original: John Denver                  |
| 2019 | As Good As It Gets Sing meinen Song – Das Tauschkonzert Vol. 6                  | Erstveröffentlichung: 24. Mai 2019 Original: Ewig – Ein Geschenk                             |
| 2019 | One More Song Sing meinen Song – Das Tauschkonzert Vol. 6                       | Erstveröffentlichung: 24. Mai 2019 Original: The Kelly Family                                |
| 2019 | Songs of Love and Death Sing meinen Song – Das Tauschkonzert Vol. 6             | Erstveröffentlichung: 24. Mai 2019 Original: Beyond the Black                                |
| 2019 | Springsteen Story Sing meinen Song – Das Tauschkonzert Vol. 6                   | Erstveröffentlichung: 24. Mai 2019 Original: Wincent Weiss – Musik sein                      |
| 2019 | Too Close to the Sun Sing meinen Song – Das Tauschkonzert Vol. 6                | Erstveröffentlichung: 24. Mai 2019 Original: Alvaro Soler – El mismo sol                     |
| 2019 | Weiße Tauben Sing meinen Song – Das Tauschkonzert Vol. 6                        | Erstveröffentlichung: 24. Mai 2019 Original: Johannes Oerding                                |
| 2019 | Ich will noch nicht nach Hause Sing meinen Song – Die Weihnachtsparty Vol. 6    | Erstveröffentlichung: 26. November 2019 mit Biedermann, Haben, Kelly, Oerding, Soler & Weiss |
| 2019 | Winter Sing meinen Song – Die Weihnachtsparty Vol. 6                            | Erstveröffentlichung: 26. November 2019 mit Jeanette Biedermann; Original: Tori Amos         |
| 2020 | Best Part of Me Beste Zangers Seizoen 2020 – Aflevering 8 – Duetten             | Erstveröffentlichung: 29. Oktober 2020 mit Tabitha                                           |
| 2020 | Have You Ever Seen the Rain Beste Zangers Seizoen 2020 – Aflevering 8 – Duetten | Erstveröffentlichung: 29. Oktober 2020 mit Miss Montreal                                     |
| 2020 | Same Love Beste Zangers Seizoen 2020 – Aflevering 8 – Duetten                   | Erstveröffentlichung: 29. Oktober 2020 mit Diggy Dex                                         |
| 2021 | What If Dein Song 2021                                                          | Erstveröffentlichung: 19. März 2021 mit Lola Meisters                                        |

| Jahr | Titel Soundtrack                      | Anmerkungen                              |
| ---- | ------------------------------------- | ---------------------------------------- |
| 2014 | Tomorrow the Sun May Go Die Boxtrolls | Erstveröffentlichung: 15. September 2014 |

## Statistik

### Chartauswertung
Die folgende Aufstellung beinhaltet eine Übersicht über die Charterfolge von Milow in den Album- und Singlecharts. Zu berücksichtigen ist, dass unter den Singles nur Interpretationen von Milow und keine reinen Autorenbeteiligungen berücksichtigt wurden.
|                     | DE    | AT    | CH    | BEF      | BEW     |
| ------------------- | ----- | ----- | ----- | -------- | ------- |
| Nummer-eins-Alben   | DE—DE | AT—AT | CH—CH | BEF2BEF  | BEW—BEW |
| Top-10-Alben        | DE4DE | AT1AT | CH2CH | BEF10BEF | BEW—BEW |
| Alben in den Charts | DE7DE | AT6AT | CH8CH | BEF11BEF | BEW8BEW |

|                       | DE    | AT    | CH    | BEF      | BEW     |
| --------------------- | ----- | ----- | ----- | -------- | ------- |
| Nummer-eins-Singles   | DE—DE | AT—AT | CH1CH | BEF2BEF  | BEW—BEW |
| Top-10-Singles        | DE2DE | AT2AT | CH3CH | BEF6BEF  | BEW1BEW |
| Singles in den Charts | DE8DE | AT8AT | CH7CH | BEF22BEF | BEW4BEW |

### Auszeichnungen für Musikverkäufe
| Goldene Schallplatte - Niederlande - 2017: für die Single Howling at the Moon | Platin-Schallplatte - Dänemark - 2009: für die Single Ayo Technology - Schweden - 2009: für die Single Ayo Technology - Spanien - 2009: für die Single Ayo Technology |

Anmerkung: Auszeichnungen in Ländern aus den Charttabellen bzw. Chartboxen sind in ebendiesen zu finden.
| Land/RegionAuszeichnungen für Musikverkäufe (Land/Region, Auszeichnungen, Verkäufe, Quellen) | Gold       | Platin       | Verkäufe  | Quellen              |
| -------------------------------------------------------------------------------------------- | ---------- | ------------ | --------- | -------------------- |
| Belgien (BRMA)                                                                               | 5× Gold5   | 3× Platin3   | 145.000   | ultratop.be          |
| Dänemark (IFPI)                                                                              | —          | Platin1      | 30.000    | hitlisten.nu         |
| Deutschland (BVMI)                                                                           | 6× Gold6   | 2× Platin2   | 1.400.000 | musikindustrie.de    |
| Österreich (IFPI)                                                                            | 3× Gold3   | Platin1      | 65.000    | ifpi.at              |
| Niederlande (NVPI)                                                                           | Gold1      | —            | 20.000    | nvpi.nl              |
| Schweden (IFPI)                                                                              | —          | Platin1      | 20.000    | sverigetopplistan.se |
| Schweiz (IFPI)                                                                               | —          | Platin1      | 30.000    | hitparade.ch         |
| Spanien (Promusicae)                                                                         | —          | Platin1      | 40.000    | elportaldemusica.es  |
| Insgesamt                                                                                    | 15× Gold15 | 10× Platin10 |           |                      |